# Transparentnost (društvo)
Transparentnost je izraz koji u društvenom, odnosno političkom kontekstu označava javno djelovanje pojedinaca, društvenih skupina, organizacija, institucija i državne vlasti koje karakterizira otvorenost ili odnosno spremnost da se podaci o njemu što je moguće više učine dostupnim javnosti i na taj način odgovornim prema široj zajednici. Transparentnost je ideal koji se u zapadnim društvima nastoji ostvariti kroz javni pristup informacijama kojima raspolažu vlada ili institucije od javnog značaja, odnosno kroz javne rasprave o budžetu i financiranju takvih entiteta. Smatra se da transparentnost, ako se nastoji dosljedno primijeniti, predstavlja jedno od najboljih sredstava za prevenciju korupcije i raznih drugih oblika zlouporabe.

## Vanjske poveznice
- Arhivirana inačica izvorne stranice od 26. travnja 2012. (Wayback Machine)
- The National Institute on Money in State Politics
- Transparency International